# Рейханлы
Рейханлы (тур. Reyhanlı) — город и район на юге Турции, в провинции Хатай.

## История
В XVI веке в этих местах было основано небольшое поселение под названием «Иртах». В середине XIX века в этих местах поселилось большое количество беженцев-мусульман с Кипра и Кавказа, и город был переименован.
В период гражданской войны в Сирии в Рейханлы оказались тысячи сирийских беженцев.
11 мая 2013 г. в городе произошёл двойной теракт: в результате двух взрывов погибло более 40 и получили ранения более ста человек . Ответственность за теракт никто на себя не взял.